# Alsophila imrayana
Alsophila imrayana là một loài thực vật có mạch trong họ Cyatheaceae. Loài này được (Hook.) D.S. Conant mô tả khoa học đầu tiên năm 1983.